# Nabłonek jednowarstwowy
Nabłonek jednowarstwowy – tkanka nabłonkowa, którą tworzy pojedyncza warstwa komórek. Występuje on zwykle w tych miejscach, gdzie intensywnie zachodzi przemieszczenie się substancji np. dyfuzja lub wchłanianie. Ze względu na kształt, tkanka nabłonkowa dzieli się na:
- nabłonek płaski (łac. epithelium simplex planum) – zbudowany ze spłaszczonych, wielobocznych komórek, których jądra umieszczone są centralnie (wyściela pęcherzyki płucne, naczynia krwionośne i limfatyczne, osierdzie oraz otrzewną; współtworzy torebki ciałek nerkowych)
- nabłonek sześcienny (epithelium simplex cuboideum) – komórki posiadają prawie równe wymiary wysokości i szerokości; występuje w jajnikach, pęcherzykach tarczycy, kanalikach nerkowych i oskrzelikach oddechowych (jądro umieszczone centralnie)
- nabłonek walcowaty, cylindryczny (epithelium simplex cylindricum) – zwykle posiadający na zewnętrznej powierzchni rzęski (jajowód) czy mikrokosmki (jelita, żołądek)
- nabłonek wielorzędowy, wieloszeregowy (epithelium pseudomultistratificatum) – posiadający rzęski, które powstają na wolnej powierzchni i pomagają usuwać zanieczyszczenia (np. pyłowe); zbudowane są z wysokich komórek przypominających graniastosłupy oraz z komórek niższych o klinowatym kształcie; ze względu na jądra umieszczone są na różnej wysokości całość sprawia wrażenie nabłonka wielowarstwowego, jednak każda komórka spoczywa na błonie podstawnej (nabłonek migawkowy występujący w drogach oddechowych: jamie nosowej, krtani, tchawicy i oskrzelach)
  - nabłonek przejściowy (epithelium transitorium) – odmiana nabłonka wielorzędowego (występuje w drogach moczowych: pęcherzu moczowym i moczowodzie)
- nabłonek gruczołowy (tworzy gruczoły wydzielające np. łój, pot, mleko, śluz)